# ژوژا کنتس
ژوژا کنتس (به مجاری: Koncz Zsuzsa) خواننده پاپ اهل مجارستان است. متن ترانه‌های وی را بیشتر یانوش برودی نوشته‌است، که گاهی با انتقادهای سیاسی در دوره کمونیسم (پیش از دهه نود) همراه بود. او فعالیت خود را در سال ۱۹۶۲ در یک نمایش استعدادیابی با اجرای ترانه کی چی میدونه؟ (به مجاری: ?Ki mit tud) آغاز کرد.